# حمزه هاودی
حمزه هاودی (انگلیسی: Hamza Haoudi؛ زادهٔ ۹ مارس ۲۰۰۱) بازیکن فوتبال است.